# Ekspedycja 43
Ekspedycja 43 – stała załoga Międzynarodowej Stacji Kosmicznej, która sprawowała swoją misję od 11 marca do 11 czerwca 2015 roku. Ekspedycja 43 rozpoczęła się wraz z odłączeniem od stacji statku Sojuz TMA-14M i trwała do odcumowania od ISS statku Sojuz TMA-15M.

## Załoga
Astronauci Anton Szkaplerow, Samantha Cristoforetti i Terry Virts przybyli na ISS 24 listopada 2014 roku na pokładzie Sojuza TMA-15M i weszli w skład Ekspedycji 42. Początkowo znajdowali się na stacji jedynie w trójkę. 28 marca 2015 roku dołączyli do nich Giennadij Padałka, Michaił Kornijenko i Scott J. Kelly, którzy przybyli na pokładzie Sojuza TMA-16M.
Gdy 11 czerwca 2015 roku Sojuz TMA-15M odłączył się od stacji ze Szkaplerowem, Cristoforetti i Virtsem na pokładzie, zakończyła się misja Ekspedycji 43. Jednocześnie kosmonauci Padałka, Kornijenko i Kelly przeszli w skład 44. stałej załogi ISS.
| Funkcja              | Pierwsza część 11-28.03.2015                 | Druga część 28.03-11.06.2015                   |
| -------------------- | -------------------------------------------- | ---------------------------------------------- |
| Dowódca              | Terry Virts, NASA 2. lot kosmiczny           | Terry Virts, NASA 2. lot kosmiczny             |
| Inżynier pokładowy 1 | Anton Szkaplerow, Roskosmos 2. lot kosmiczny | Anton Szkaplerow, Roskosmos 2. lot kosmiczny   |
| Inżynier pokładowy 2 | Samantha Cristoforetti, ESA 1. lot kosmiczny | Samantha Cristoforetti, ESA 1. lot kosmiczny   |
| Inżynier pokładowy 3 |                                              | Giennadij Padałka, Roskosmos 5. lot kosmiczny  |
| Inżynier pokładowy 4 |                                              | Michaił Kornijenko, Roskosmos 2. lot kosmiczny |
| Inżynier pokładowy 5 |                                              | Scott J. Kelly, NASA 4. lot kosmiczny          |

## Aktywność na stacji

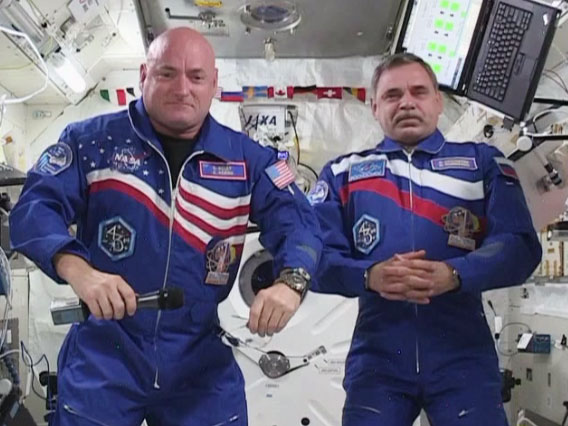
Scott Kelly (z lewej) i Michaił Kornijenko w module Kibō

W czasie Ekspedycji 43 na ISS przebywali astronauci Scott Kelly i Michaił Kornijenko, którzy uczestniczyli w projekcie badawczym Year Long Mission. Miał on na celu zbadanie skutków zdrowotnych długotrwałego przebywania w kosmosie, aby możliwym stało się odpowiednie przygotowanie przyszłych załogowych misji eksploracji Układu Słonecznego. Obaj kosmonauci spędzili na ISS prawie 340 dni i byli członkami 43., 44., 45. i 46. stałej załogi stacji.
Celem długotrwałej misji było lepsze zrozumienie zmian zachodzących w organizmie astronautów w celu udoskonalenia procedur dotyczących zapobiegania utraty masy mięśniowej, co jest skutkiem stanu nieważkości w przestrzeni kosmicznej. Na Międzynarodowej Stacji Kosmicznej znajdują się specjalne urządzenia do ćwiczeń, które pozwalają astronautom zredukować negatywne skutki zdrowotne długotrwałego pobytu w kosmosie. Jednak wykonywane na stacji ćwiczenia nie są w stanie w pełni zatrzymać utraty masy mięśniowej. W szczególności obserwowane były zmiany zachodzące w organizmie Scotta Kelly'ego, który ma brata bliźniaka Marka Kelly'ego, który również jest astronautą. Mark w tym czasie przebywał na Ziemi i dzięki temu możliwe było porównanie zmian zachodzących w ciałach obu astronautów i dokładniejsze zdefiniowanie skutków długotrwałego lotu kosmicznego. Jednocześnie ten program badawczy miał również sprawdzić zmiany zachodzące w psychice astronautów, którzy znajdują się w zamkniętej przestrzeni przez dłuższy czas.

## Galeria

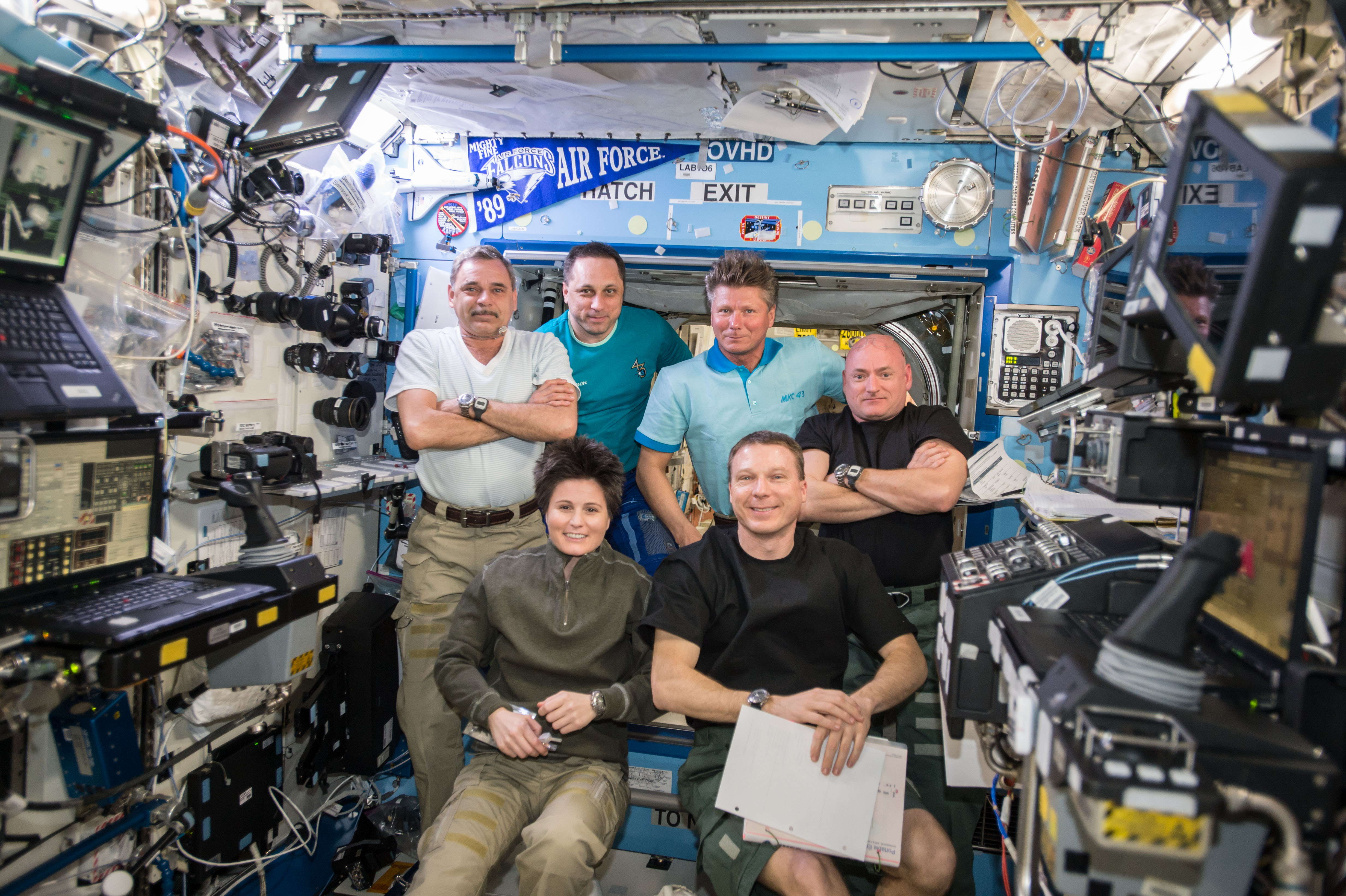
Załoga Ekspedycji 43 w module Destiny
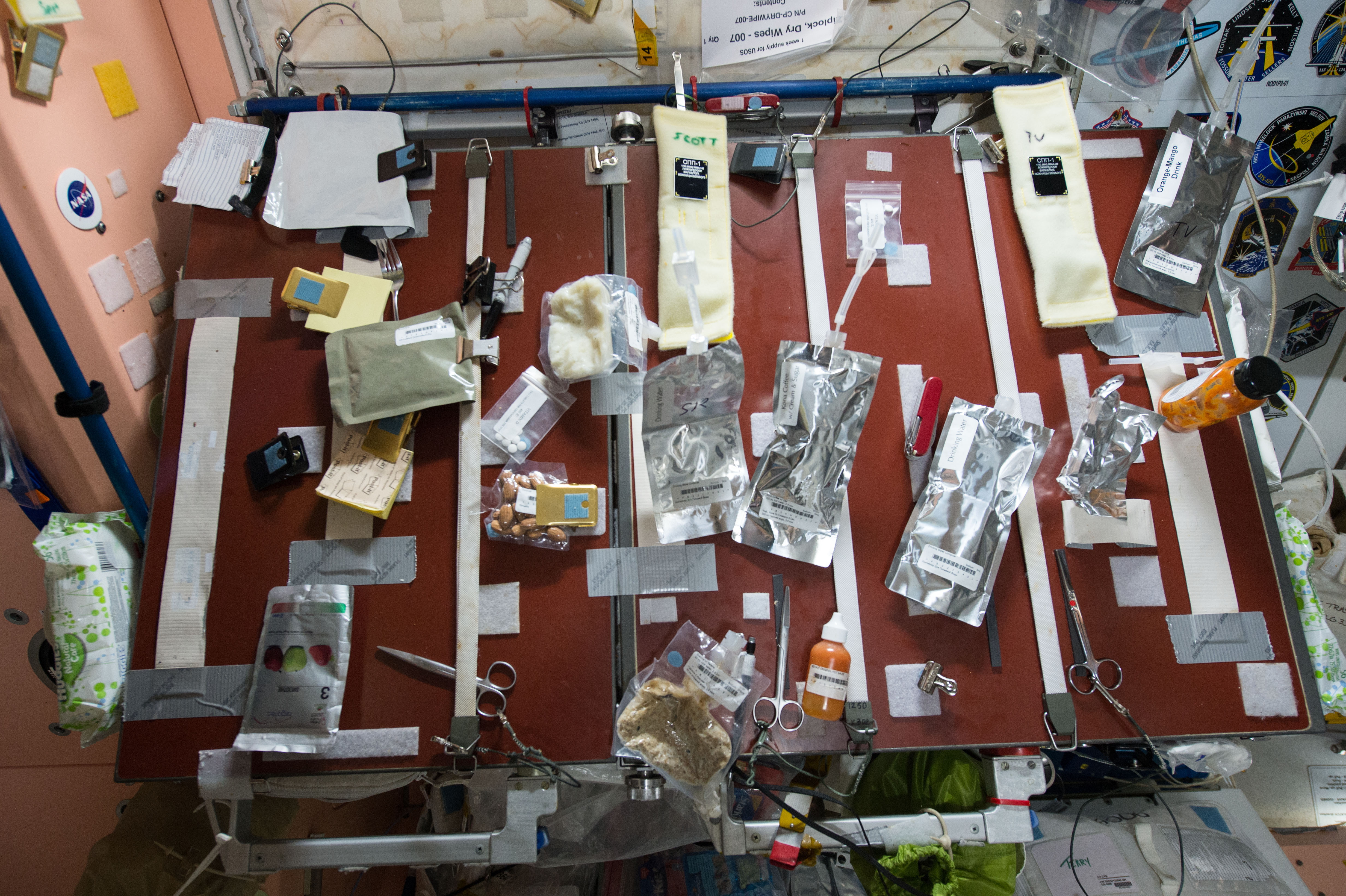
Stół z pożywieniem dla załogi w module Unity
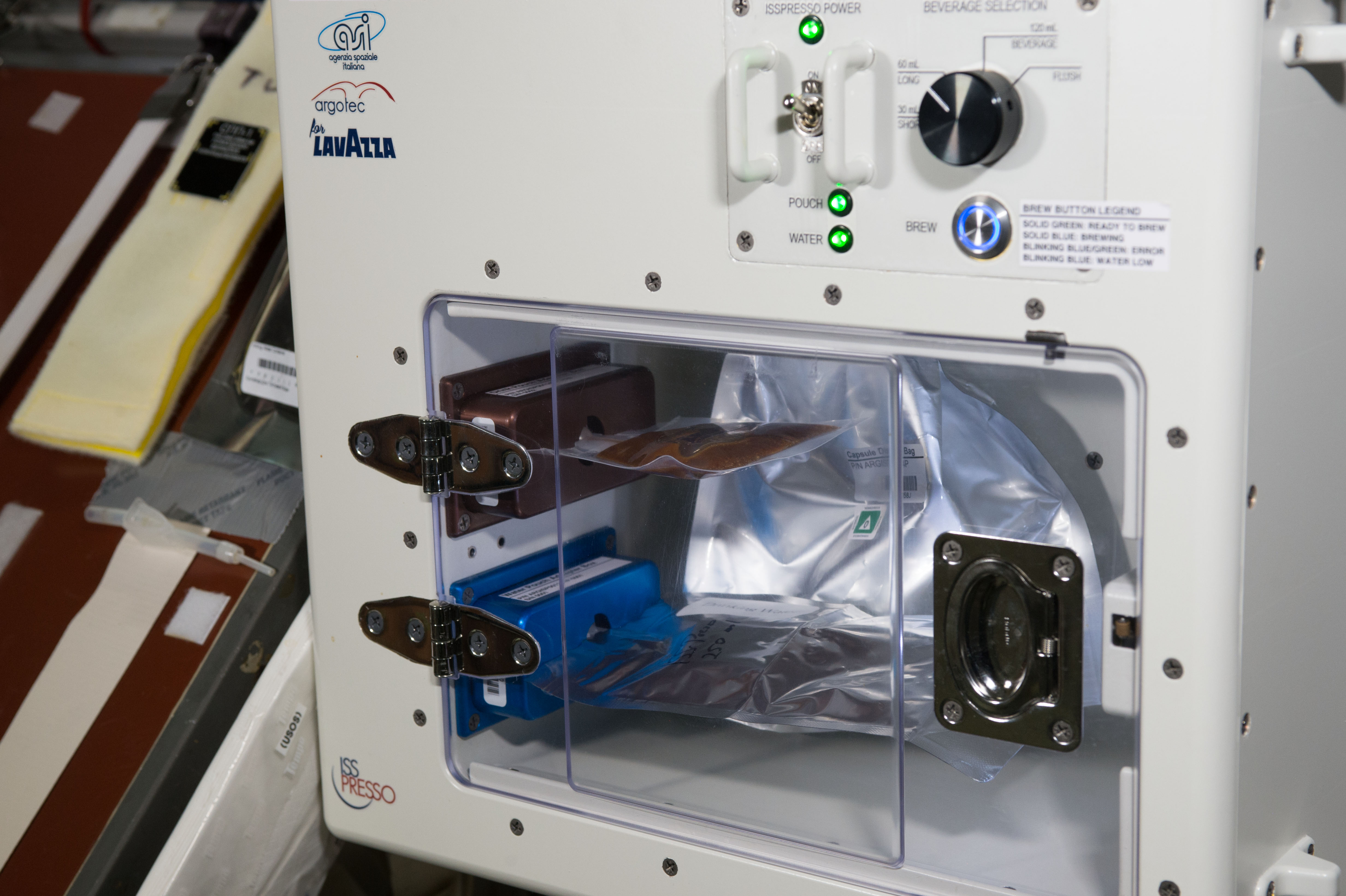
ISSpresso - urządzenie do przygotowywania napojów
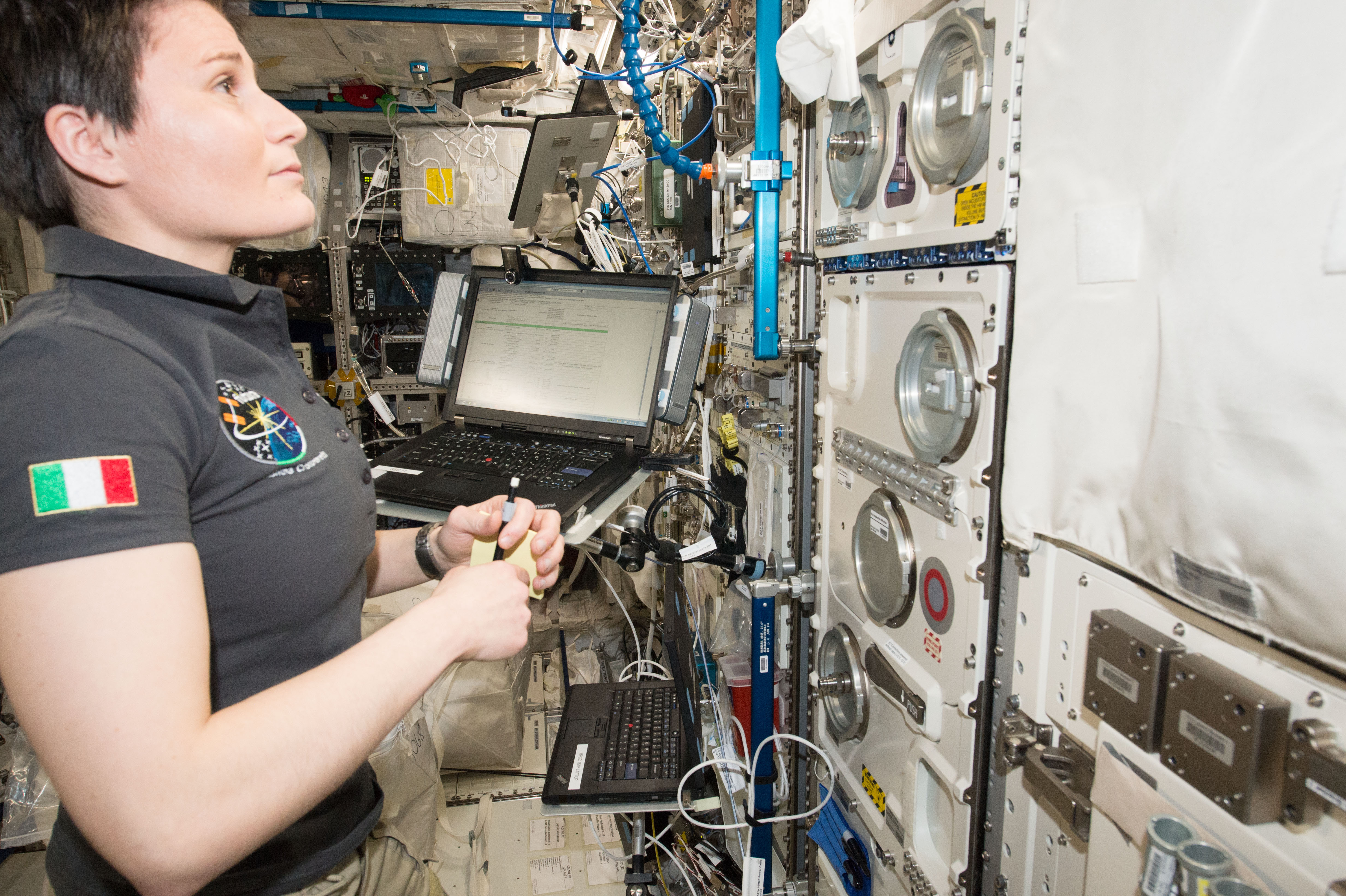
Samantha Cristoforetti w module Columbus
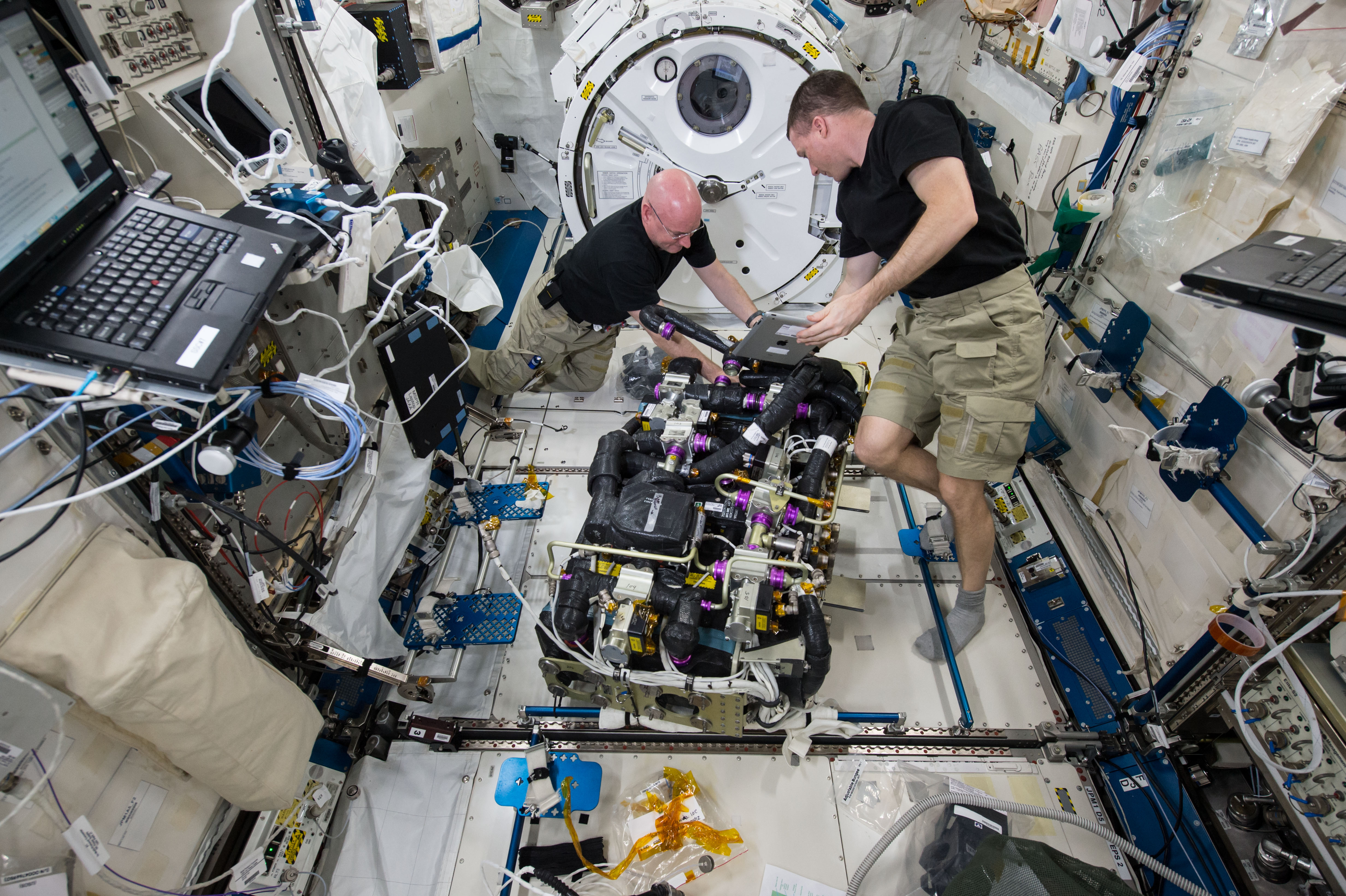
Scott Kelly (z lewej) i Terry Virts podczas prac w module Kibō
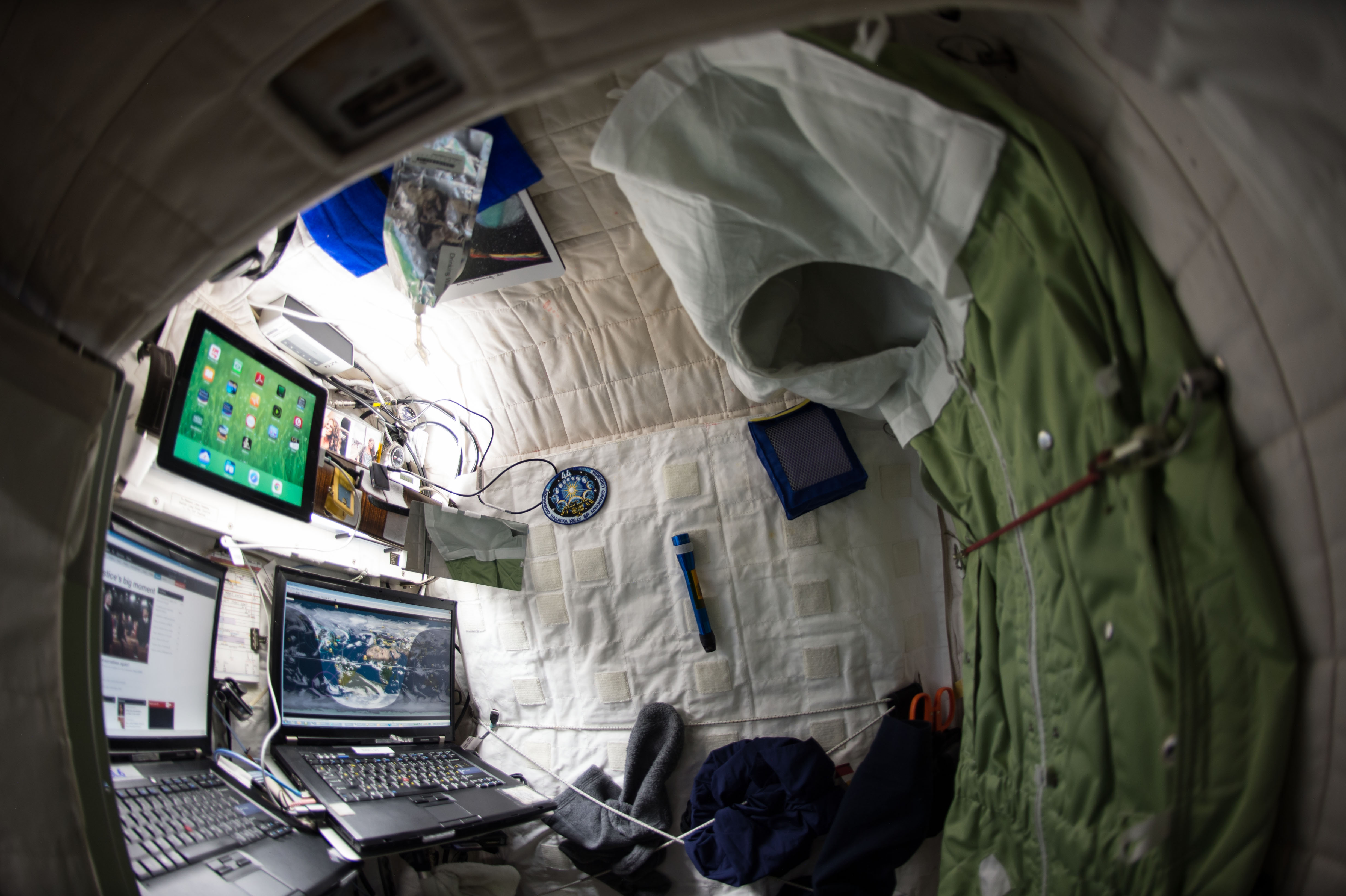
Przedział personalny astronautów w module Harmony - w tym przypadku przedział wykorzystywany przez Scotta Kelly'ego
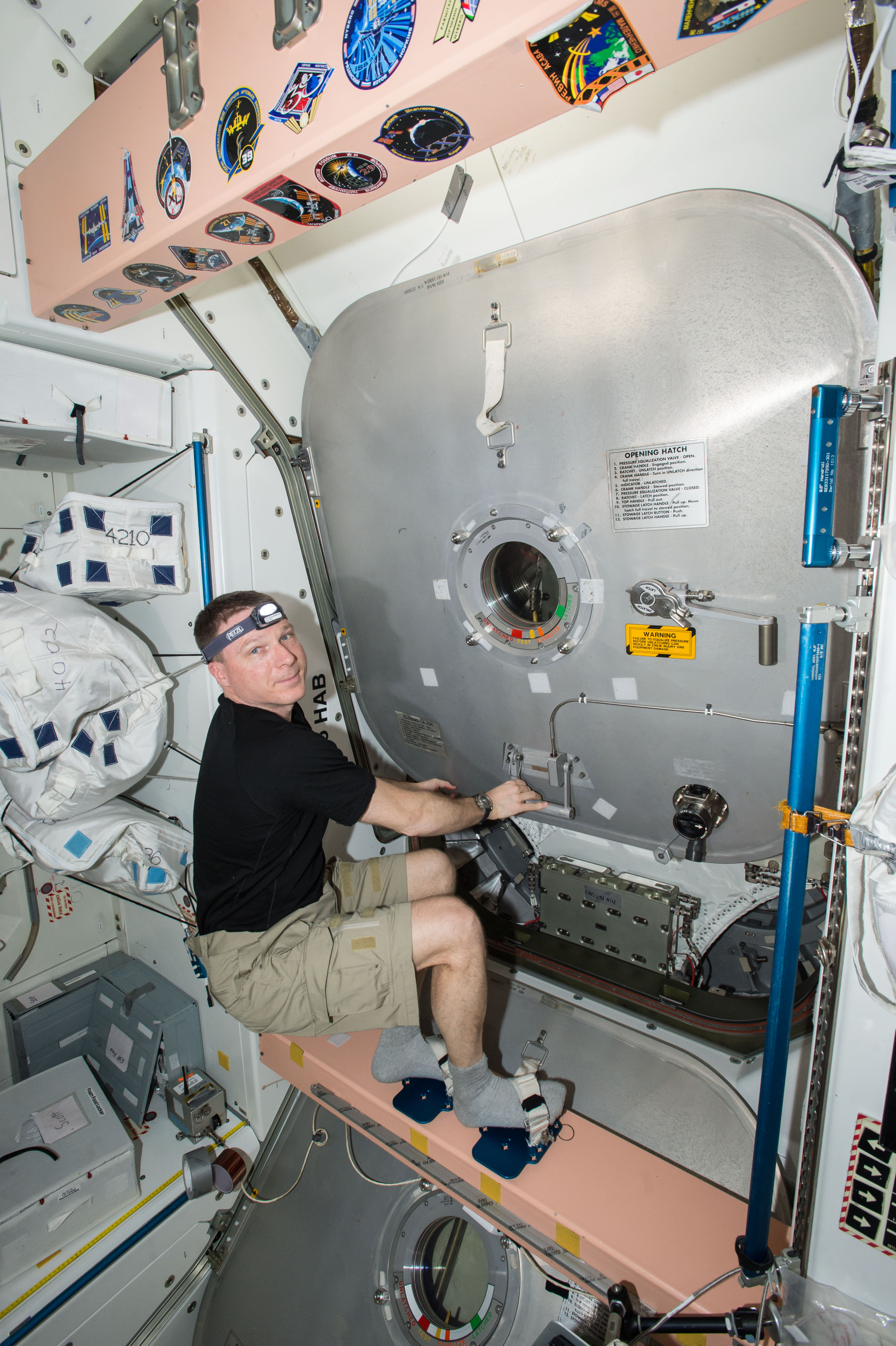
Terry Virts zamyka właz do modułu Leonardo, który następnie został przeniesiony z modułu Unity na Tranquility